# Индонезийско-кенийские отношения
Индонезийско-кенийские отношения — двусторонние дипломатические отношения между Индонезией и Кения. 
Государства являются членами Организации Объединённых Наций, Всемирной Торговой Организации (ВТО) и Движения неприсоединения.

## История
Официальные двусторонние дипломатические отношения между Индонезией и Кенией были установлены в июле 1979 года. До 1979 года дипломатическое представительство Кении действовало через индонезийское посольство в Дар-эс-Саламе, Танзания. Открытие индонезийского посольства в Найроби состоялось в апреле 1982 года. 
19 июня 2008 года в Найроби министры иностранных дел Индонезии и Кении подписали меморандум о взаимопонимании, создавая Совместную комиссию между Индонезией и Кенией. Эта комиссия функционирует как площадка для расширения и улучшения сотрудничества в различных областях, а также для решения двусторонних вопросов. На первом заседании, прошедшем в Джакарте в период с 2 по 4 декабря 2008 года, комиссия достигла соглашения о расширении совместной работы в таких секторах, как экономика, торговля, а также техническое сотрудничество. Для улучшения взаимодействия между народами были согласованы несколько совместных инициатив, включая образование дипломатов, антитеррористическую подготовку, обучение индонезийских бегунов на длинные дистанции в Кении, а также открытие дипломатического представительства Кении на уровне посольства в Джакарте.
Открытие кенийского посольства в Джакарте состоялось в марте 2022 года.
С 20 по 21 августа 2023 года президент Индонезии Джоко Видодо нанес свой первый президентский визит в Африку и провел двусторонние переговоры с президентом Кении Уильямом Руто в Найроби.

## Торговля
В 2016 году объем двусторонняя торговля достиг 210,8 млн долларов
Основные статьи экспорта Кении в Индонезию:
- Чай
- Мате
- Кожа
- Табак
- Эфирные масла
- Джут
- Овощи
- Кофе

Основные статьи экспорта Индонезии в Кению:
- Пальмовое масло
- Бумага
- Картон
- Текстиль
- Маргарин
- Натуральный каучук
- Электрические машины
- Стекло
- Одежда
- Аксессуары